# Lago Carwitzer
El lago Carwitzer (en alemán: Carwitzersee) es un lago situado en el distrito de Llanura Lacustre Mecklemburguesa —junto a la frontera con Brandeburgo—, en el estado de Mecklemburgo-Pomerania Occidental (Alemania), a una altitud de 83 metros; tiene un área de 722 hectáreas.